# Золото (фільм)
Золото (англ. Gold) — австралійський художній фільм в жанрі трилера.

## Сюжет
Дія фільму відбувається в майбутньому, коли людство бореться  за виживання в умовах нестачі ресурсів. Двоє чоловіків знаходять поклади золота у пустелі, у небезпечній зоні. Один із них вирушає за технікою, а інший залишається охороняти знахідку. Йому потрібно протриматися лише чотири дні, але це виявляється надскладним завданням.

## В ролях
- Зак Ефрон — Вергілій, один з чоловіків
- С'юзі Портер — незнайомка
- Ентоні Гейз — чоловік № 2
- Андреас Собік — дежурный на заставе
- Акуол Нгот — жінка з дитиною в потязі

## Критика
Люк Бакмайстер із The Guardian поставив 3 із 5 зірок, похвалив кінематографію та гру Ефрона, але охарактеризував сюжет «мізерним».